# Société de l'information
 (juin 2018).
Si vous disposez d'ouvrages ou d'articles de référence ou si vous connaissez des sites web de qualité traitant du thème abordé ici, merci de compléter l'article en donnant les références utiles à sa vérifiabilité et en les liant à la section « Notes et références ».
La société de l'information désigne un état de la société dans lequel les technologies de l'information et de la communication jouent un rôle essentiel. Elle est en général placée dans la continuité de la société industrielle. De même, la notion de société de l'information a été inspirée par les programmes des grands pays industriels. Par ailleurs, l'expression de société de la connaissance est parfois préférée à celle de société de l'information. Elle est au centre de différents débats dont celui concernant la « fracture numérique ».
La journée mondiale de la société de l'information a lieu tous les ans le 17 mai, selon l'adoption par l'assemblée générale de l'Organisation des Nations unies de la résolution.

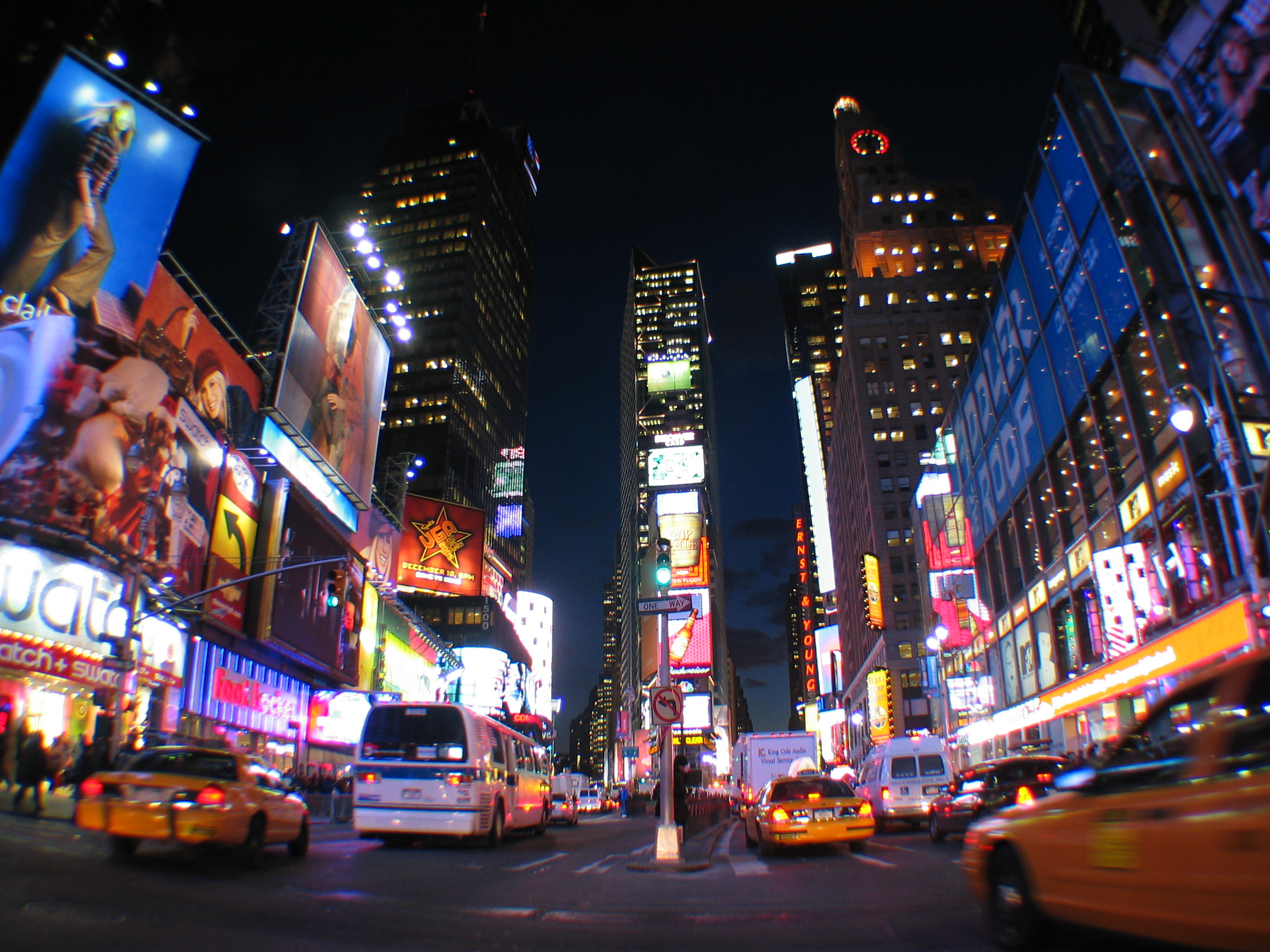
Times Square, au cœur d'une dense société de l'information ; la multiplicité des supports et des sources est-elle réductible à un modèle théorique ? Chomsky s'attelle à cette tâche, le décrit, puis le passe au spectre de l'Histoire contemporaine des États-Unis.

## Nouvelle ère
Ce n'est pas la première fois que des innovations scientifiques et technologiques contribuent fortement à des modifications profondes de la société :
- Hier, les sciences de la dynamique, de la thermodynamique, et de l'électromagnétisme, et leurs conséquences sur l'apparition de la machine à vapeur, de l'électricité,… étaient accompagnées par le développement de la presse.
- Aujourd'hui, la relativité, la physique quantique, et leurs applications dans l'énergie nucléaire, les nanotechnologies,… sont accompagnées par les modes de partage de l'information et des connaissances actuels que sont l'informatique, le web, et les télécommunications.

Le parallèle que l'on pourrait faire avec d'autres périodes de l'Histoire serait donc sur les moyens de partage de l'information et de la connaissance : l'équivalent pendant les Lumières et le XIXe siècle serait le développement de la presse écrite, ou bien, en remontant plus loin, pendant la Renaissance, le développement de l'imprimerie.
Le processus que l'on observe est donc : découvertes dans les sciences fondamentales, applications technologiques, et partage de la connaissance par de nouveaux moyens techniques.
L'informatique permet aujourd'hui de numériser les informations et de les traiter. D'autre part, les nouveaux moyens de télécommunication facilitent l'échange et la diffusion de la connaissance. Ces nouvelles technologies de l'information et de la communication (TIC) changent donc profondément la vie au quotidien des citoyens, le fonctionnement des entreprises, de l'État. Les TIC vont régir à terme une part importante des activités socio-économiques. Elles occasionnent des changements de plus en plus importants non seulement pour l'entreprise et pour les échanges financiers mais aussi pour les États et les administrations dans leurs relations avec les citoyens et les administrés, pour l'éducation, les pratiques culturelles, les relations sociales ou encore la santé. Cet impact de la révolution numérique sur la société de l'information a été analysé par Nicolas Curien et Pierre-Alain Muet. Tout cela entraîne de nouvelles représentations mentales et sociales.
Ce processus est analysé par plusieurs philosophes et sociologues, dans un cadre qui dépasse le strict cadre de la société de l'information. Plutôt que de société post-industrielle, il serait peut-être plus juste de parler de période post-moderne. Le philosophe Michel Foucault emploie l'expression d'hypermodernité, qu'il associe à un changement de conception du monde. Le terme employé par Michel Foucault pour désigner la conception du monde est l'épistémè, qui correspond, au niveau de la société, à un ensemble de représentations chez les individus (paradigmes). Gérard Ayache parle d'hypermonde pour exprimer les mutations radicales nées de l'association de la mondialisation économique et de l'hyper-information.
L'irruption des réseaux sociaux et la prolifération des fake news qui y circulent ouvrent un nouveau chapitre dans l'histoire de l'information. Notamment depuis 2016, année marquée en Grande-Bretagne par la victoire des partisans du Brexit puis aux États-Unis par l'accession de Donald Trump à la Présidence des États-Unis. De nombreux commentateurs, à commencer la journaliste Katharine Viner, du Guardian interprètent les résultats de ces élections comme la conséquence du fait que de plus en plus de citoyens anglo-saxons s'informent non plus par l'intermédiaire de la presse institutionnelle mais via Twitter et Facebook, dont les utilisateurs ne sont pas soumis à la déontologie journalistique, notamment la règle du fact checking ("vérification des faits"), et peuvent donc véhiculer impunément de grandes quantités de "bobards". En multipliant de façon exponentielle les fake news, les réseaux sociaux ouvriraient une nouvelle ère de l'information : l'ère post-vérité.

## Effets macroscopiques de la société de l'information

### Croissance économique

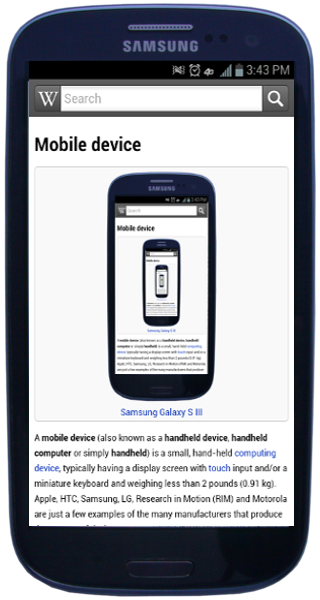
Exemple de consultation de Wikipedia sur Internet avec un téléphone mobile

- Un premier effet macroéconomique important concerne les gains de productivité et la croissance liée à l'introduction des TIC.
- La mise en réseau, les gains de performances des matériels, les raffinements des logiciels génèrent un renouvellement rapide de l'industrie des TIC qui assurent ainsi une bonne part de la croissance économique mondiale.
- Ensuite, il y a le besoin en personnel qualifié capable de gérer les nouveaux systèmes. Ceci a des implications importantes sur la formation et l'enseignement. Par exemple, les nouveaux produits et services TIC ne peuvent être utilisés que si les consommateurs ont des connaissances technologiques de base minimales.
- Les TIC influencent également la recherche scientifique et technique et permettent indirectement de réaliser de nouvelles découvertes qui ont à nouveau un effet macroéconomique.
- On assiste à la création d'un nouveau Marché, c'est-à-dire un lieu d'échanges, à la fois économique (on vend et on achète des produits) et social (on échange des informations).

Il faudrait ajouter qu'en matière de TIC, l'offre de produits commerciaux précède et induit souvent artificiellement la demande ; on pourrait citer l'aspect multimédia (TV, vidéo à la demande, GPS, musique…) sur les téléphones portables. Un autre phénomène induit par les TIC est l'apparition d'un marché de services gratuits et de l'économie du don (Wikipédia constitue un exemple).
Les nouveaux processus mis en place grâce aux TIC ont aussi des conséquences sur l'analyse de la valeur des produits et services, que l'on effectuera davantage sur le cycle de vie, lequel a tendance à se raccourcir.
Les TIC ont un impact dans de nombreux autres domaines comme les loisirs, la culture, la santé, la gestion du temps, les comportements en société…

### Aspect sociaux: fracture numérique, dépendance et sociabilité
Les TIC peuvent également être à l'origine de nouvelles formes d'exclusion sociale.
- De nombreuses actions politiques ont été mises en place pour lutter contre la fracture numérique, on parle alors de e-inclusion et à présent de solidarité numérique.
- La dépendance au jeu vidéo, à un monde virtuel représente un aspect sombre des nouveaux outils informatiques et réseaux : l’emploi du temps et  la psychologie des personnes fascinées s’en trouvent modifiés. En parallèle, de nouvelles formes de sociabilité apparaissent par l’appartenance à un réseau social.

### Paradoxe de la productivité
Robert Solow, prix Nobel d'économie, a publié en juillet 1987 un fameux article du New York Times qui établissait le concept du paradoxe de la productivité. Ce paradoxe est résumé par Robert Solow dans une phrase qui a été souvent reprise : « On peut voir les ordinateurs partout sauf dans les statistiques de productivité ».
L'analyse de la productivité dans les pays ayant connu  une forte augmentation de la diffusion des outils informatiques n'a pas permis d'établir une amélioration de la productivité dans ces pays. La question posée par ce paradoxe est celle de l’impact des nouvelles technologies de l’information et des communications sur l’ensemble des agrégats économiques. L’enjeu est de taille : si ces technologies n’ont pas d’effets sur la productivité, elles ne peuvent théoriquement pas en avoir sur la croissance, l’emploi ou les inégalités. Le paradoxe de la productivité pose ainsi un redoutable défi aux tenants de la « nouvelle économie », pour qui la diffusion des nouvelles technologies aurait un effet positif sur la croissance et négatif sur l’inflation et le chômage structurel.
La faible croissance de la productivité observée dans les statistiques constitue le cœur du débat sur le paradoxe de la productivité. Pendant longtemps, les investissements en technologies de l’information n’ont apparemment pas induit les résultats attendus en matière de productivité et d’emploi. Les outils des TIC deviennent de plus en plus performants mais aussi de plus en plus complexes. Malgré des investissements élevés en informatique dans les années 1980 et 1990, il n'a pas été possible d’observer de progrès de productivité. Ainsi, l’investissement dans un système d’information absorbe une part croissante du budget de l’entreprise, ce qui peut annuler l’effet potentiel sur les prix relatifs des gains de productivité. De plus, il faut tenir compte des coûts élevés de formation et de restructuration de l’entreprise. Le coût des logiciels s’accroit car leur création exige une main d’œuvre très spécialisée. Leur implantation dans les entreprises exige également une main d’œuvre de plus en plus qualifiée. (voir: Croissance, emplois et productivité dans le secteur tertiaire : controverses théoriques et réalités suisses. Mara C. Harvey, Dissertation.com,

## Politiques de la société de l'information

### En Europe
La définition et l'accompagnement de la société de l'information ont fait l'objet de préoccupations politiques importantes en Europe.
Dans les années 1990, le Parlement européen et le Conseil ont introduit une dimension de transparence dans le domaine de l'environnement en intégrant la convention d'Aarhus et via une directive (no 98/34/CE) et la directive Inspire ;
En décembre 1999, en préparation du Conseil européen des 23 et 24 mars 2000, la Commission européenne lance l'initiative eEurope - une société de l'information pour tous, en vue d'apporter les avantages de la Société de l'Information à tous les Européens.
La Société de l'information est au cœur des objectifs de l'Union européenne lors du Conseil européen des 23 et 24 mars 2000, visant à faire de l'Europe la société de la connaissance la plus  compétitive du monde d'ici 2010 tout en améliorant l'emploi et en renforçant la cohésion sociale. Une Direction Générale (DG) Société de l'Information est créée au sein de la Commission européenne.
Le plan d'action eEurope 2002 est approuvé lors du Conseil européen des 19 et 20 juin 2000.
À la suite du Conseil européen des 15 et 16 mars 2002, la Commission européenne a préparé le plan d'action eEurope 2005 qui a été adopté par le Conseil européen des 21 et 22 juin 2002. Depuis, il y a un nouveau plan d'action qui s'est mis en place et qui s'intitule i2010 : la société de l'information et les médias au service de la croissance et de l'emploi
En outre, le Conseil de l'Union européenne a lancé, en 2006, dans le cadre de la Politique étrangère et de sécurité commune (PESC), une « stratégie pour une société de l'information sûre » visant à lutter contre le cybercrime.
La Commission européenne a créé un portail consacré à la Société de l'Information.

### Dans le monde
C'est en 1995, à Bruxelles, lors de la réunion des sept pays les plus industrialisés que la notion de « société globale de l’information » a été homologuée, devant des invités du monde des affaires mais sans représentant de la société civile. Il s'agissait avant tout de marquer la volonté d'encourager le développement d'une société mondiale de l'information. À l'invitation de la Commission européenne, une  Conférence (ministérielle) de la société de l'information du G-7 s'est tenue les 25 et 26 février 1995.

## Sommet mondial sur la société de l'information
Le Sommet mondial sur la société de l'information (SMSI) a été organisé à Genève (Suisse) en décembre 2003 et un deuxième sommet à Tunis (Tunisie) en novembre 2005. Ces sommets ont réuni des chefs d'État, des chefs de secrétariat des institutions spécialisées des Nations unies, des représentants du secteur privé, des organisations non gouvernementales ainsi que des médias et de la société civile.

## Mesurer la société de l'information
L'évaluation et le suivi du développement de la société de l'information dans le monde sont l'objet d'une structure spécialisée internationale appelée "Partenariat sur la mesure des TIC au service du développement". Cette structure a été lancée en juin 2004, et se compose des membres suivants : Eurostat, l’Union internationale des télécommunications (UIT), l’Organisation de coopération et de développement économiques (OCDE), la Conférence des Nations unies sur le commerce et le développement (CNUCED), quatre commissions régionales de l’ONU — la Commission économique des Nations unies pour l’Afrique (UNECA), la Commission économique pour l’Amérique latine et les Caraïbes (CEPALC), la Commission économique et sociale pour l’Asie et le Pacifique (CESAP) et la Commission économique et sociale pour l’Asie occidentale (CESAO) —, l’Organisation des Nations unies pour l’éducation, la science et la culture (UNESCO), l’Institut de statistique de l’UNESCO, le Groupe d’étude des technologies de l’information et des communications et la Banque mondiale. Ce Partenariat a notamment élaboré les outils suivants pour l'évaluation et le suivi de la société de l'information:
- une liste d'indicateurs fondamentaux;
- un indice composite sur le développement des TIC, l'IDI;
- un panier de prix des TIC.

### Liste d'indicateurs fondamentaux
Ce Partenariat a élaboré une liste d'indicateurs mesurant le développement de la société de l'information qui est présentée dans un document publié par l'UNCTAD et par l'UIT en 2010. Ce document constitue une norme sur le choix des indicateurs  à utiliser dans tous les pays pour tirer profit des meilleures pratiques à travers le monde. Ce document fournit des définitions standards de façon à garantir la justesse et la précision des indicateurs. Cette homogénéisation est indispensable pour garantir des comparaisons pertinentes des différents pays à une date donnée. Une telle standardisation permet de garantir un suivi pertinent des données historiques d'un pays sur une période donnée. Certains indicateurs caractérisant les infrastructures et les systèmes d'accès aux réseaux sont aisément mesurables car ils peuvent être fournis par les systèmes d'information de gestion des opérateurs et des fournisseurs de service. D'autres indicateurs concernant l'utilisation des services par les ménages ou entreprises doivent faire l'objet de questionnaires et d'enquêtes et sont donc plus difficilement mesurables, surtout dans les pays en développement.

### L'IDI, Indice de Développement des TIC
L'indice de développement des TIC (IDI) est un indice visant à caractériser le développement des TIC de chaque pays. Il est calculé et publié par l'Union internationale des télécommunications (UIT) sur la base d'indicateurs caractérisant les technologies de l'information et de la communication selon des standards définis par des groupes d'experts internationaux sous le contrôle de l'UIT. Les résultats publiés par l'UIT permettent d'effectuer une analyse comparative des indicateurs les plus importants pour mesurer la société de l'information et suivre son évolution d'une année à l'autre. L'IDI est un outil standard que les gouvernements, les opérateurs, les agences de développement, les chercheurs et les autres peuvent utiliser pour mesurer la fracture numérique et de comparer les performances des TIC entre les pays.
L'IDI est un indice composite dont la procédure de calcul à partir de ses composantes est définie dans un document publié par l'UIT, "Mesurer la société de l'information". Cet indice est calculé à partir de trois sous-indices :
- Le sous-indice d'accès aux TIC représentant le niveau de préparation de la mise en œuvre des TIC. Il comprend cinq indicateurs caractérisant les infrastructures et les accès :
  - densité de la téléphonie fixe,
  - densité de la téléphonie mobile,
  - largeur de bande Internet internationale par habitant,
  - pourcentage des ménages ayant un ordinateur,
  - pourcentage des ménages ayant accès à Internet ;
- Le sous-indice d'utilisation des TIC représentant le niveau d’utilisation effective des TIC. Il comprend trois indicateurs :
  - densité des utilisateurs d'Internet,
  - densité des abonnements en haut débit fixe,
  - densité des  abonnements en haut débit mobile ;
- Le sous-indice des compétences en TIC représentant le niveau de la capacité ou des compétences dans les TIC. Il comprend trois indicateurs indirects (ou approximatif par substitution) :
  - degré d'alphabétisation des adultes,
  - niveau de scolarisation secondaire brute,
  - niveau de scolarisation tertiaire brute).

Ce troisième indice a moins de poids dans le calcul de l'IDI par rapport aux deux autres sous-indices.
Un résumé analytique de ce rapport est disponible en français sur le site de l'UIT. On y trouve la valeur de l'IDI de chaque pays et ses composantes essentielles. Ce document est remis à jour annuellement avec l'analyse des principaux résultats de cet indice à travers le monde. Un document plus complet avec une définition détaillée du calcul de l'IDI et avec les résultats détaillés de ses composantes est commercialisé par l'UIT.
Des résultats plus complets, et une définition complète du calcul de l'IDI et de ses composantes ainsi qu'une définition du calcul du panier de prix des TIC avec la définition des sous-paniers sont disponibles dans la version anglaise du document Measuring the Information Society publié en 2013 par l'UIT.

### Résultats de l'IDI en 2011 et en 2012
Le tableau suivant donne les résultats de 2011 et 2012 qui ont été publiés en 2013 par l'UIT. Les valeurs de 2011 ont été corrigées par rapport aux valeurs de 2011 qui avaient été publiées en 2012 par l'UIT.
| Pays                | Rang en 2012 | Valeur de l'IDI en 2012 | Rang en 2011 | Valeur de l'IDI en 2011 |
| ------------------- | ------------ | ----------------------- | ------------ | ----------------------- |
| Corée du Sud        | 1            | 8,57                    | 1            | 8,51                    |
| Suède               | 2            | 8,45                    | 2            | 8,41                    |
| Islande             | 3            | 8,36                    | 4            | 8,12                    |
| Danemark            | 4            | 8,35                    | 3            | 8,18                    |
| Finlande            | 5            | 8,24                    | 5            | 7,99                    |
| Norvège             | 6            | 8,13                    | 6            | 7,97                    |
| Pays-Bas            | 7            | 8,00                    | 7            | 7,85                    |
| Royaume-Uni         | 8            | 7,98                    | 11           | 7,63                    |
| Luxembourg          | 9            | 7,93                    | 9            | 7,76                    |
| Hong Kong           | 10           | 7.92                    | 10           | 7,66                    |
| Australie           | 11           | 7,90                    | 15           | 7,54                    |
| Japon               | 12           | 7,82                    | 8            | 7,77                    |
| Suisse              | 13           | 7,78                    | 12           | 7,62                    |
| Macao               | 14           | 7,65                    | 13           | 7,57                    |
| Singapour           | 15           | 7,65                    | 14           | 7,55                    |
| Nouvelle-Zélande    | 16           | 7,64                    | 18           | 7,31                    |
| États-Unis          | 17           | 7,53                    | 16           | 7,35                    |
| France              | 18           | 7,53                    | 19           | 7,26                    |
| Allemagne           | 19           | 7,46                    | 17           | 7,33                    |
| Canada              | 20           | 7,38                    | 20           | 7,14                    |
| Autriche            | 21           | 7,36                    | 21           | 7,10                    |
| Estonie             | 22           | 7,28                    | 25           | 6.74                    |
| Irlande             | 23           | 7,25                    | 22           | 7,10                    |
| Malte               | 24           | 7,25                    | 24           | 6,85                    |
| Belgique            | 25           | 7,16                    | 23           | 6,85                    |
| Israel              | 26           | 7,11                    | 26           | 6,70                    |
| Espagne             | 27           | 6,89                    | 27           | 6,65                    |
| Slovénie            | 28           | 6.76                    | 28           | 6,60                    |
| Barbade             | 29           | 6,65                    | 36           | 6,01                    |
| Italie              | 30           | 6,57                    | 29           | 6,43                    |
| Qatar               | 31           | 6,54                    | 30           | 6,41                    |
| Grèce               | 32           | 6,45                    | 33           | 6,21                    |
| Émirats arabes unis | 33           | 6,41                    | 45           | 5,68                    |
| République tchèque  | 34           | 6,40                    | 31           | 6,30                    |
| Lettonie            | 35           | 6,36                    | 37           | 6,00                    |
| Portugal            | 36           | 6,32                    | 35           | 6,07                    |
| Pologne             | 37           | 6,31                    | 32           | 6,22                    |
| Croatie             | 38           | 6,31                    | 34           | 6,14                    |
| Bahreïn             | 39           | 6,30                    | 42           | 5,79                    |
| Russie              | 40           | 6,19                    | 38           | 5,94                    |

### Panier de prix des TIC
On y trouve aussi un autre indicateur fondamental sur les TIC, le coût et l'accessibilité du large bande. Le résumé analytique de 2018 fournit également un autre indicateur essentiel : le panier de prix des TIC qui est une valeur composite des prix d'éléments représentatifs de services des TIC. L'Union internationale des télécommunications publie des résultats disponibles pour chaque pays. 

## Quelques penseurs de la société de l'information
Chris Anderson - Bernard Benhamou - Manuel Castells - Peter Dahlgreen - David Fayon - Daniel Kaplan (né en 1962) - Yoneji Masuda - Marshall McLuhan - Pierre Musso - Simon Nora - Jeremy Rifkin - Joël de Rosnay - Éric Sadin - Alvin Toffler - Michel Volle - Dominique Wolton - Michel Cartier
Pierre Musso, dans télécommunications et philosophie des réseaux, la postérité paradoxale de Saint-Simon (1998), pense que derrière l'objet technique réseau se cache une idéologie, la philosophie des réseaux, à l'origine de la politique de la société de l'information dans les années 1990. Depuis le sommet de Lisbonne, plus que sur les flux et les télécommunications, on met davantage l'accent sur les connaissances humaines.